# Andropogon bentii
Andropogon bentii är en gräsart som beskrevs av Otto Stapf. Andropogon bentii ingår i släktet Andropogon och familjen gräs. IUCN kategoriserar arten globalt som otillräckligt studerad.
Artens utbredningsområde är Socotra. Inga underarter finns listade i Catalogue of Life.